# Перкинсвил (Вермонт)
Перкинсвил (енгл. Perkinsville) град је у америчкој савезној држави Вермонт.

## Демографија
По попису из 2010. године број становника је 130, што је 12 (-8,5%) становника мање него 2000. године.
| Група             | 2000.       | 2010.       |
| Белци             | 141 (99,3%) | 124 (95,4%) |
| Афроамериканци    | 1 (0,7%)    | 1 (0,8%)    |
| Азијати           | 0 (0,0%)    | 1 (0,8%)    |
| Хиспаноамериканци | 0 (0,0%)    | 2 (1,5%)    |
| Укупно            | 142         | 130         |